# En Patufet
En Patufet fue una revista infantil española, ilustrada y escrita en catalán, que se publicó en Barcelona en una primera época entre 1904 y 1938, y posteriormente, en una segunda, entre 1968 y 1973. El nombre está inspirado en Patufet, el protagonista de un cuento infantil tradicional catalán. La revista tuvo una gran popularidad, sirviendo de inspiración a revistas como La Rondalla del Dijous (1909), Els Follets (1913) y En Belluguet (1915), hasta el extremo de que la palabra "patufet" se empleaba en Cataluña para designar genéricamente a las revistas de historietas, como la palabra "tebeo" en el resto de España. Contó también con dos suplementos: Virolet (1922) y Esquitx (1931).

## Primera época (1904-1938)

### Historia
Aunque la aparición oficial de En Patufet tuvo lugar el 3 de enero de 1904, el mes de diciembre del año anterior salió la primera revista, que constaba únicamente de 4 páginas sin numerar y que, esencialmente, concretaba las intenciones de la futura publicación e invitaba a suscribirse. En las dos primeras páginas el propio Patufet del cuento popular se presentaba como un niño travieso, que reaparecía para ponerse al servicio de niños y niñas y explicaba en qué consistiría el semanario. En la tercera página la dirección reiteraba y sintetizaba los fines que perseguía. De esta manera se destacan dos aspectos: la voluntad de servir de herramienta de aprendizaje de la lengua catalana y la intención de destinar los beneficios a la protección y sostenimiento de las escuelas gratuitas, establecidas en Cataluña. Finalmente, la cuarta página iniciaba lo que sería el contenido lúdico posterior y presentaba el primer concurso. 
Los orígenes de la creación de En Patufet se encuentran en una reunión del Foment Autonomista Català, donde se quería difundir un ideario dirigido específicamente a la infancia y a la juventud. Iniciado por Aureli Capmany, que fue el fundador y primer director de la revista, y Josep Aladern (Cosme Vidal), fue adquirido al cabo de un año por el editor Baguñà, que encargó la dirección a Josep Morató y, más tarde por J. M. Folch i Torres.
Desde 1907 se editó la "Biblioteca Patufet" de obras infantiles, escritas e ilustradas por algunos de sus colaboradores. Especialmente destacables fueron las Aventuras extraordinarias d'en Massagran, del que fue el autor casi en exclusiva Josep M. Folch i Torres, y que fueron publicadas en forma de folleto incluido en el periódico, al menos dos obras cada año hasta 1938.
En Patufet fue captando un público cada vez más extenso y variado, y a consecuencia de ello cambió de presentación y contenido: aumentó el formato y el número de páginas, y en cuanto al contenido evolucionó hasta ser más apropiada para los adolescentes que para los niños. Para compensarlo, emprendió la publicación de los suplementos infantiles Virolet (1922-1931) y Esquitx (1931-1936).
La revista, que sufrió varios trastornos a partir de 1936, paso a tener periodicidad quincenal, hasta que se dejó de publicar en diciembre de 1938, debido a las dificultades materiales y a la guerra.

### Impresión y formato
A pesar de pequeños cambios en el formato y en la técnica de impresión, en general, en todos los números de la publicación se mantuvo un tono bastante similar, sin apenas variaciones a lo largo de los treinta y cinco años de su vida.
En Patufet no fue un producto sofisticado. La calidad del papel era modesta, y en períodos críticos (finales de la I Guerra Mundial o durante la guerra civil) llegó a ser de una rudeza y un gris notable. La calidad de la impresión no era del todo aceptable, había letras fuera de lugar, blancos caídos,... su precio, muy asequible, suponía una calidad baja respecto a otras publicaciones.
A lo largo de los años En Patufet fue impresa por varias imprentas. El sistema de impresión de la revista fue siempre la tipografía. Los textos estaban compuestos por tipos de plomo, mientras que las imágenes eran reproducidas mediante fotograbados, es decir, clichés metálicos, en sus dos variantes: el fotograbado pluma para los dibujos de línea (por ejemplo los chistes), a los que se podían añadir tramas para las sombras y campos de color, y el fotograbado directo para la reproducción de fotografías. Los fotograbados eran obra de los talleres regentados por el editor Baguñà y por el caricaturista Cayetano Cornet, citado algunas veces como director artístico de la publicación.
Desde un nivel puramente material, en 1904, la revista se presentó bajo un formato pequeño, 16 x 11 centímetros, impresa a dos tintas, la negra y la roja que se añadía en las cubiertas. Las imprentas de ese mismo año fueron diversas: Danyans i Fraguas, Sigle XX, Arte Moderno y La Renaixença. No eran imprentas muy destacadas.
En 1905, la impresión fue asumida por los hombres del Cu-cut!, donde se hizo una tirada de la publicación satírica afín a la Lliga Regionalista, que de algún modo fue su hermana mayor.
En 1913, la impresión fue confiada a Fidel Giró. En esta segunda etapa, el formato fue aumentado as 18,5 x 13 centímetros. Las páginas de cubierta se imprimieron en negro y (con algunas excepciones) otro color, que fue variando de número en número.
Otras imprentas se fueron sucediendo en la ejecución de la revista: Entre 1914 y 1920 se alternaron las imprentas Montserrat y J. Roca Mendoza; brevemente las sucedió la Tipografía-Litografía Perelló. Entre 1920 y 1921, la encargada fue A. Artís y entre 1921 y 1923 fueron Eduard y Josep Solà.
El 13 de octubre de 1923 se anunció la puesta en marcha de una rotativa que permitió adoptar definitivamente la técnica de la cuatricromía, y por tanto, ofrecer en colores no sólo las cubiertas sino también varias páginas interiores.
Después de contar Baguñà con muchos colaboradores, decidió crear su propia imprenta en la calle Muntaner. Desde 1922, En Patufet pasó a tener unas dimensiones más generosas: 21 x 15 centímetros que mantuvo hasta el final, mientras que el número de páginas osciló entre las ocho de los primeros números a las treinta y dos de los penúltimos tiempos.
El impacto surgió con el incesante aumento en las ventas y las diversas mejoras técnicas. En 1925 acabó teniendo rotativa propia y cuatro colores para poder atender una tirada que alcanzó los 65.000 ejemplares semanales, que llegaban a 325.000 lectores. Su audiencia no se limitaba a los niños, sino que se extendía a toda la familia y a todos los estratos sociales, desde los campesinos a la burguesía.
Los últimos meses fueron un retorno a la precariedad: la impresión pasó a ser de dos colores más el negro. La periodicidad se volvió quincenal y sólo aparecieron cinco números de dieciséis páginas, doce de revista y cuatro de suplemento, ya que ante el dilema de reducir los costes materiales (papel y grabados) o tener que suspender la publicación, los responsables optaron por continuar hasta el último momento.

### Precio
De 1904 a 1920 la revista costaba cinco céntimos. De 1920 a 1927 se incrementó a diez céntimos. De 1927 a 1937 aumentó hasta los quince céntimos. A finales de 1937 el precio ya era de 20 céntimos. Después, en 1938 y en medio de la guerra pasó a costar 30, un poco más tarde 40 y terminó en los 50 céntimos.

### Contenido
La revista salía a la calle los sábados y el lector encontraba en la cubierta, bajo la cabecera dibujada siempre por Cornet (y que variaba cada año), un chiste firmado invariablemente por Cornet o por Junceda.
En la página dos había anuncios, y en la tercera había un pórtico o editorial, con noticias catalanistas o comentarios adecuados a los diferentes períodos del año litúrgico y del ciclo del año, o la glosa de fiestas señaladas como la de Sant Jordi o el 11 de septiembre. También aparecían algunas noticias de actualidad, y según la época otras noticias curiosas. A continuación aparecía un episodio de aventuras, firmado por Jim Fit (Josep M. Folch i Torres) e ilustrado invariablemente por Llaverias.
Las páginas centrales, con varias secciones variables, aparecían salpimentadas con los chistes de Junceda y Cornet, a los que con el paso del tiempo se añadieron otros dibujantes. Finalmente en 1915, las últimas páginas de la revista fueron destinadas a la labor del Narrador Gentil (Folch i Torres), es decir, a las Pàginas Viscudes, ilustradas por Junceda. En la antepenúltima o penúltima página se encontraban varios pasatiempos y entretenimientos clásicos bajo el encabezamiento Endevina endevineta. En la penúltima había algunos anuncios, a menudo de autopropaganda. La última página estaba dedicada a historietas cortas o chistes de dos a cuatro viñetas, también a cargo de Junceda y Cornet. Aunque cuando la impresión ya fue a todo color, la encontramos ocupada por publicidad, con trabajos notables de Junceda (anís del mono).
En algunas ocasiones aparecían anuncios con llamadas a patufistes que quisieran participar con dibujos o escritos.

### Escritores e ilustradores
Algunos de los escritores e ilustradores que fueron colaborando, en ocasiones con pseudónimo, fueron:
- Lola Anglada
- Josep Maria Folch i Torres
- Joan Vila ("D'Ivori")
- Manuel Marinel·lo
- Cayetano Cornet y Palau
- Joan Llaverias i Labró
- Joan García Junceda
- Xavier Bonfill Trias ("Jordi Català")
- Antoni Batllori Jofré
- Josefina Tanganelli ("Abel")
- Ricardo Opisso
- Carles Bécquer i Domínguez
- Joaquim Muntañola
- Josep Broquetas i Rius ("Guillem d'Oloró" o "Doctor Galena")
- Picanyol

### Ideología
De la descripción del contenido, deducimos que la revista gozaba de un sentido de aceptación interclasista en las vertientes tanto rurales como urbanas. Con la revista se consiguió un espacio de socialización avalado por la tradición y recomendado por el prestigio de una cultura propia, con la incidencia de la Iglesia aún como valor añadido por la profunda significación que esta disponía como referente de influencias en pautas de conducta y de comportamiento.
La revista fue un elemento de consolidación del orden social, con la rutina de la tradición y la pátina de la inmovilidad. Seguramente si se hubiera alterado su sustrato ideológico no hubiera tenido el éxito que tuvo: el compromiso con la proyección social, la catalanidad. La publicación de forma constante hizo alusiones a Montserrat, Sant Jordi, la historia de Cataluña, las ocurrencias de la lengua, tanto en la vertiente divulgativa y respetuosa como de forma ilustrativa o simplemente ambiental, etc. La catalanidad fue el leit motiv de la existencia de la revista. La moralidad, lógicamente, fue lo segundo. 

## Segunda época (1968-1973)
En 1968 comenzó una segunda etapa que no tuvo el mismo éxito de la anterior. Parece ser que desde mediados de los años 50, J. M. Baguñà, el hijo del antiguo editor, intentó resucitar la revista, pero fue topando con problemas en Madrid debido, posiblemente, a que la publicación primitiva había sido uno de los símbolos de una Cataluña que no era conveniente volver a recordar. Finalmente, el 6 de diciembre de 1968, y gracias en buena parte a las gestiones de personalidades tales como Albert Viña, editor del popular "TBO", fue posible la aparición del primer número de Patufet (sin el artículo personal), con una portada de Ferrándiz. El primer número de Patufet fue un éxito, y se tuvieron que hacer tres ediciones, con un total de 125.000 ejemplares. El director de la revista era entonces Juan Sariol y Bahía. Se intentó incorporar a los antiguos colaboradores que todavía estaban vivos, y más tarde se adhirieron a algunos de los dibujantes y escritores de cómic más interesantes del momento.
Sin embargo, las ventas fueron bajando, por lo que se hicieron diversas modificaciones. En el número 167, del 29 de junio de 1973, la revista publicó un editorial en el que anunciaba que debido a la crisis económica y por no encontrar la línea adecuada, se iniciaba un compás de espera hasta decidir el siguiente paso a tomar. Se trataba, ciertamente, del anuncio del final definitivo de En Patufet.
| Años | Números | Título    | Guionista | Dibujante | Procedencia |
| ---- | ------- | --------- | --------- | --------- | ----------- |
| 1972 |         | Tom y Met | Jan       | Jan       |             |